# Carol Burnett
Carol Creighton Burnett (n. 26 aprilie 1933) este o actriță, comediană, cântăreață și scriitoare americană. Este cunoscută pentru The Carol Burnett Show de pe CBS, pentru care a câștigat mai multe premii Emmy și Globul de Aur.

## Biografie
Ș-a făcu debutul pe Broadway în A fost odată pe o stea (Once Upon a Mattress, 1959). A avut apariții regulate la televiziune în The Garry Moore Show (1959-1962).